# Holasteron stirling
Holasteron stirling là một loài nhện trong họ Zodariidae.
Loài này thuộc chi Holasteron. Holasteron stirling được Barbara C. Baehr miêu tả năm 2004.